# La Chaca, Tantoyuca
La Chaca är en ort i Mexiko.   Den ligger i kommunen Tantoyuca och delstaten Veracruz, i den sydöstra delen av landet, 240 km norr om huvudstaden Mexico City. La Chaca ligger 99 meter över havet och antalet invånare är 449.
Terrängen runt La Chaca är platt. Runt La Chaca är det ganska tätbefolkat, med 72 invånare per kvadratkilometer. Närmaste större samhälle är Tantoyuca, 13,9 km sydost om La Chaca. Omgivningarna runt La Chaca är en mosaik av jordbruksmark och naturlig växtlighet.